# Sternycha clivosa
Sternycha clivosa là một loài bọ cánh cứng trong họ Cerambycidae.